# Helena Honcoopová
Helena Honcoopová (* 1. listopadu 1948 v Praze) je česká japanoložka, historička japonského umění, překladatelka z japonštiny.

## Studia
V letech 1967–1972 vystudovala japanologii a angličtinu na Filosofické fakultě University Karlovy. Ve studiu pokračovala v letech 1974–1977 studiem dějin umění, jejím učitelem byl Lubor Hájek, zakladatel sbírky orientálního umění Národní galerie v Praze.

## Život
Po ukončení studia pracovala v letech 1972–1983 ve Sbírce orientálního umění Národní galerie v Praze a jako kurátorka se věnovala především japonské malbě a grafice. Je autorkou několika katalogů výstav této sbírky.
V letech 1983–1985 žila se svým manželem, japonským fotografem v Japonsku. Po návratu působila jako překladatelka a tlumočnice.
V roce 1994 se vrátila do Národní galerie, kde pracovala do roku 2012. Po odchodu do důchodu vyučuje na Anglo-American University in Prague.
V roce 2012 obdržela tvůrčí stipendium Hany Žantovské pro práci na překladech japonské poezie 16. století Kniha vějířů.

## Spisy

### Stati v časopisech
- HONCOOPOVÁ, Helena. Japan v knihách Joe Hlouchy. Revolver Revue. 1998, čís. 38. ISSN 1210-2881.
- HONCOOPOVÁ, Helena. Lubor Hájek - vzpomínky, texty. Revolver Revue. 2003, čís. 52. ISSN 1210-2881.

### Katalogy výstav
- HONCOOPOVÁ, Helena. Knihy řezané do dřeva : japonská knižní grafika 17.-19. století. Praha: Národní galerie, 1997. 210 s. ISBN 80-7035-125-X., vyšlo rovněž v angličtině
- HONCOOPOVÁ, Helena; BRAUNOVÁ, Dagmar. Zlatý věk ukiyoe : japonský dřevořez ze Západočeského muzea v Plzni. Praha : Cheb: Národní galerie v Praze : Galerie výtvarného umění v Chebu 137 s. ISBN 80-7035-282-5.
- Kunisada : mistr pozdního japonského dřevořezu. Praha: Národní galerie, 2005. 261 s. ISBN 80-7035-309-0.
- HONCOOPOVÁ, Helena. Krajiny, ptáci a květiny v japonské malbě a grafice 19. století. Praha: Národní galerie, 2006. 62 s. ISBN 80-7035-326-0.
- HONCOOPOVÁ, Helena. Černá na bílé : současná japonská kaligrafie ze sbírek Národní galerie v Praze. Cheb: Galerie výtvarného umění v Chebu, 2007. 110 s. ISBN 80-85016-82-6.

### Překlady
- Sto básní (faksimile dřevořezové publikace Sbírky sta básní od sta básníků (Hjakunin Isšu) z roku 1236. Překlad Helena Honcoopová; ilustrace Eisen Ikeda. Praha: Národní galerie, 1997. 100 tabule + 42 text s. ISBN 80-7035-126-8.
- HONCOOPOVÁ, Helena; MOSTOW, Joshua S.; YASUHARA, Makoto. Kniha vějířů = Ōgi no sōshi : faksimile ilustrované sbírky japonské poezie z 16. století. Překlad Helena Honcoopová. 1. vyd. Praha: Univerzita Karlova, nakladatelství Karolinum, 2016. 214 s. ISBN 978-80-246-3511-8.